# アメリカの鳥類
『アメリカの鳥類』（アメリカのちょうるい、英語: The Birds of America）は、博物学者で画家であったジョン・ジェームズ・オーデュボンによる著書であり、アメリカ合衆国に生息する鳥類を幅広くカバーした図版を収録している。初版はエディンバラとロンドンで1827年から1838年までセクションことにシリーズとして発行された。
この作品は99×66センチメートルの大きさでエングレーヴィングのプレートから刷られ、手彩色で等身大の鳥を描いた版画からなる。現在では絶滅したと考えられている鳥を6種(カロライナインコ、リョコウバト、カササギガモ、オオウミガラス、エスキモーコシャクシギ、ニューイングランドソウゲンライチョウ)、含んでいる。鳥のスケッチのうち50枚ほどについては背景の植物をオーデュボンのアシスタントであったジョゼフ・メイソンが描いており、本ではクレジットなしで複製されている。

## 出版経緯

図版1、オーデュボンが描いたシチメンチョウ (Meleagris gallopavo)

1820年頃、35歳くらいであったジョン・ジェームズ・オーデュボンは北アメリカにいるあらゆる鳥を描くと宣言した。オーデュボンは鳥類画において、当時真剣な画家のメディアとされていた油彩をほぼ断念し、水彩とパステルクレヨンを好み、時には鉛筆、木炭、チョーク、グァッシュ、ペン、インクなども使用した。1807年の時点で、オーデュボンは死んだ鳥を描く際、針金と糸を用いて生きているかのようなポーズに固定する方法を編み出していた。

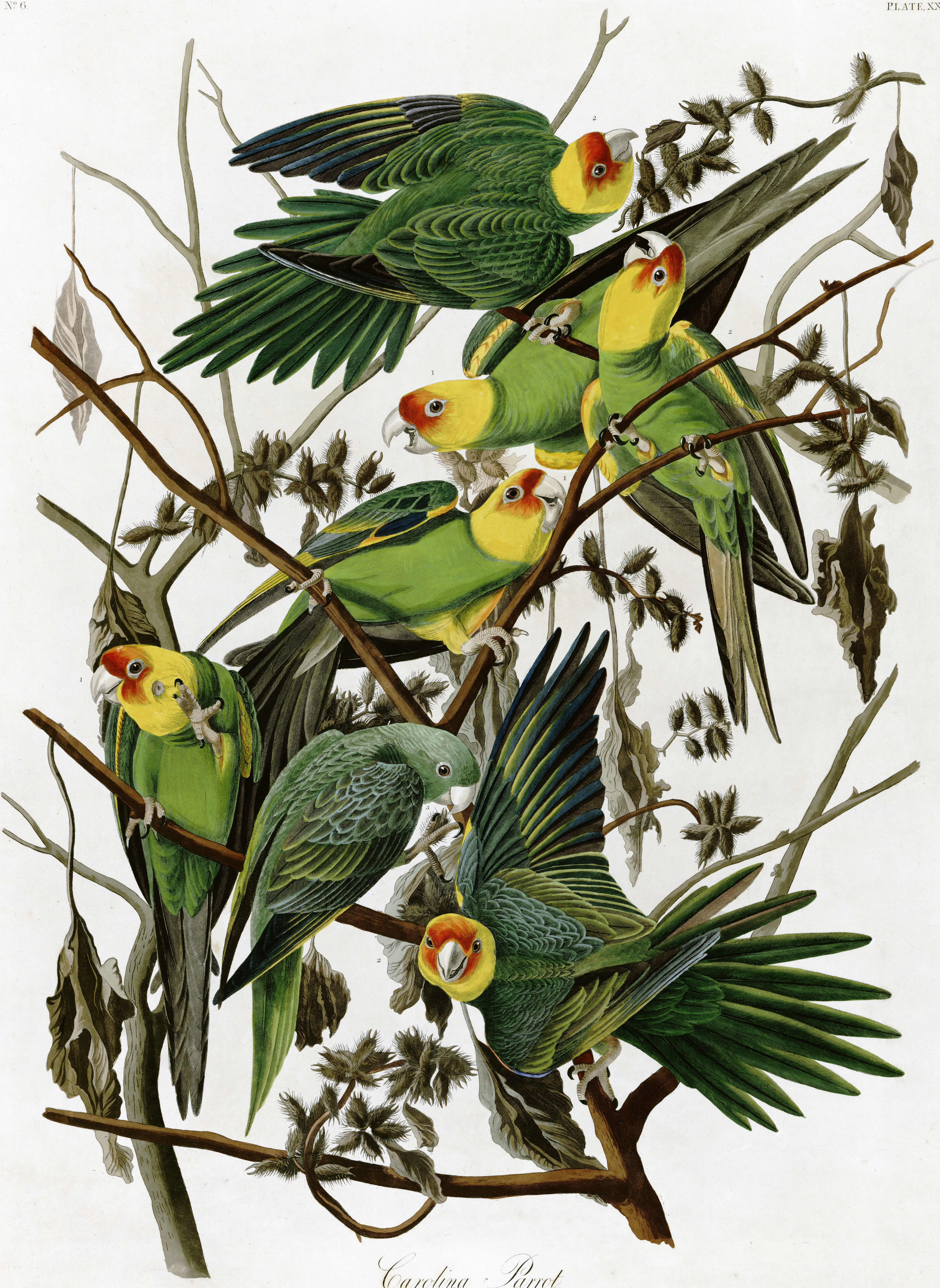
現在は絶滅したカロライナインコ (Conuropsis carolinensis)

1823年、オーデュボンは自分の芸術作品を刊行できるくらいの金銭的支援を講読予約者という形で募ろうとしてフィラデルフィアとニューヨークを訪れたが、十分な援助は得られなかった。結局、1826年にオーデュボンは金銭的援助をしてくれる講読予約者と優れた技術を持つ彫版工や印刷業者を探して、自作のイラストのうち250点を持ってイギリスに船で渡った。 リヴァプールとマンチェスターで自作のドローイングを展示した後にエディンバラまで旅をし、そこで熟練した彫版工ウィリアム・ホーム・リザーズに会った。リザーズは最初のプレートのうち10枚まで彫ったが、彩色工がストライキに入ってしまったためプロジェクトを続けられなくなってしまった。1827年にオーデュボンはロンドンの有名な動物専門の彫版工ロバート・ハヴェル・ジュニアとその父ロバート・ハヴェル・シニアと契約した。ハヴェル・ジュニアは1838年にプロジェクトが完成するまで作業を監督した。

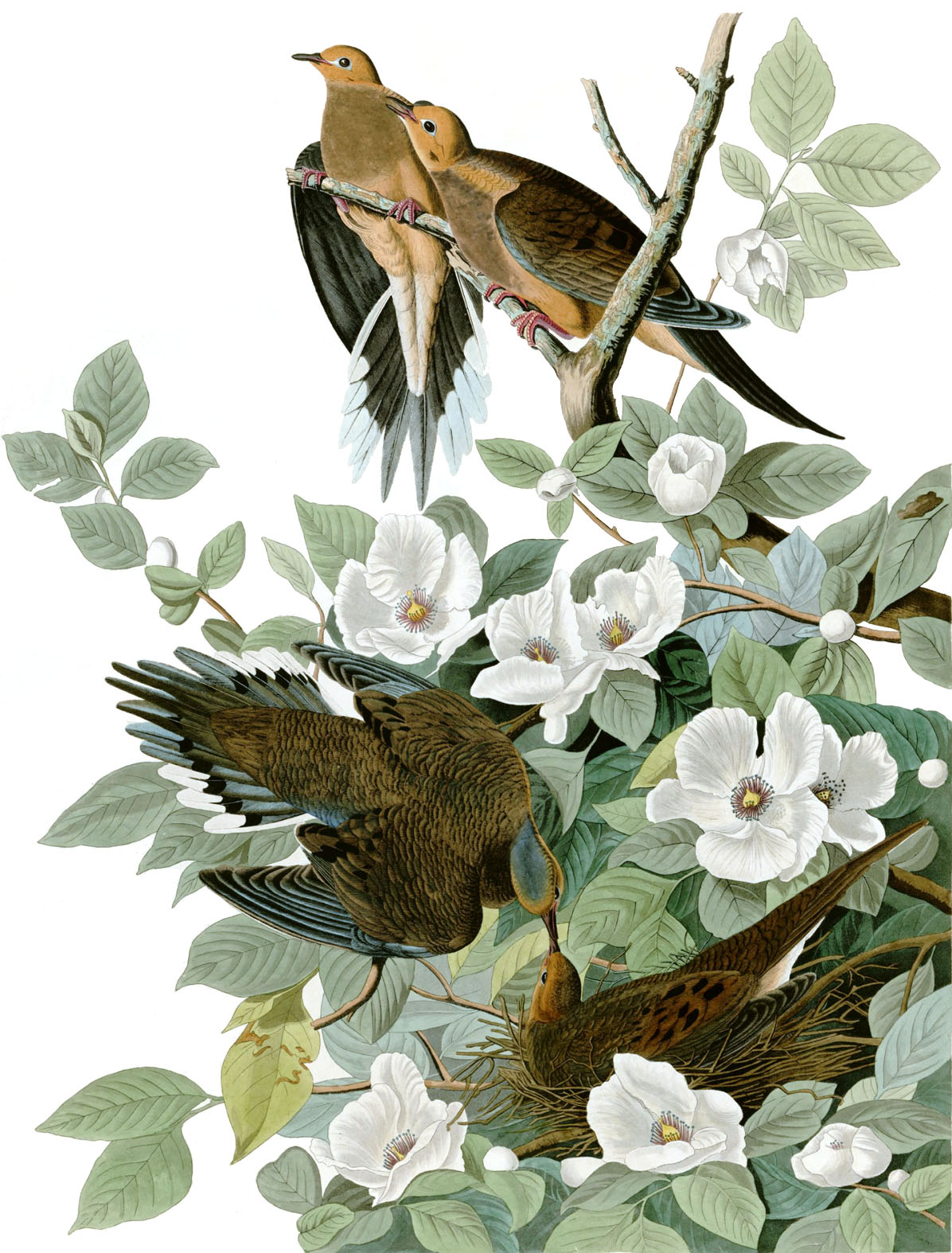
ナゲキバト (Zenaida macroura)

『アメリカの鳥類』の最初の版は印刷業者にちなんでハヴェル版と呼ばれることもあれば、またサイズの大きさから「ダブル・エレファント・フォリオ」と呼ばれることもある。この版は縦39.5インチ(100センチメートル)、幅28.5インチ(72センチメートル)の手製紙に刷られた。刷るのに使われた主な技術は銅板エッチングだが、エングレーヴィングとアクアチントも使われた。刷った後で水彩により手彩色された。
オーデュボンはその都度支払いを受ける方式の講読予約で高価な版画プロジェクトの資金を調達した。1826年から1829年まで、オーデュボンは富裕なパトロンを版画シリーズの購読者としてとりこむ努力の一環として、鳥類学やアメリカの開拓地生活について講演をしながらイギリスをまわってパリまで旅した。予約購読者にはフランス王シャルル10世、英国王妃アデレード・オブ・サクス＝マイニンゲン、第2代スペンサー伯爵ジョージ・スペンサーなどがおり、のちにダニエル・ウェブスターやヘンリー・クレイなどアメリカ人もそれに加わった。
版画は毎月あるいは2か月おきにブリキのケースに入った5冊セットとして発行された。それぞれのセットは通常、非常に大きな鳥1羽、中くらいの大きさの鳥1羽、小さな鳥3羽からなっていた。13年のプロジェクトの終わりとなる1838年には、435枚のプレート(5枚×87セット)が総額870アメリカドルあるいは175イギリスギニー(183.75ポンド)で発行されていた。イングランドの公共図書館に無料の献本をせずにすむよう、プレートは綴じられずに文章なしで出版された。完全な版としては多くて200セットほどが編纂されたと推定されている。付属する文章は別に分けて作られ、オーデュボンとスコットランドの博物学者・鳥類学者であるウィリアム・マクギリヴレイが1831年から1839年にかけて、『鳥類の生態』（Ornithological Biography, or, An account of the habits of the birds of the United States of America）というタイトルで五巻本としてエディンバラで刊行された。文章をおさめた五巻本もあわせると、プレートとまとめて総額1,000ドルほどの価格になった。
フォリオ版ができあがると、オーデュボンはもっと入手しやすい版を作ることに決め、J・T・ボウエンという名前のフィラデルフィア出身のリトグラフ職人を雇った。ボウエン率いるチームはもっと小さなロイヤル・オクターヴォ版を作ったが、これは七巻本として予約購読者に頒布され、1,199セットを売って1844年に完結した。1877年までにさらにオクターヴォ版が5回刊行された。オクターヴォ版は『鳥類の生態』の文章を用いていたが、もともとは一緒に描かれていた鳥を別々にしたりしてプレートの数を500枚まで増やしていた。新しい絵も含まれており、オーデュボンやボウエンのチームのメンバーもかかわっていたものの、ほとんどはジョン・ウッドハウスが描いたものだった。
ビアン版(クロモ石版のパイオニア、ジュリアス・ビアンにちなむ)はオーデュボンの一番下の息子であるジョン・ウッドハウス・オーデュボンの監督のもと、1858年にニューヨークでロー・ロックウッドによりフルサイズで再版されたものだった。アメリカ南北戦争のせいもあり、この版は完結しなかった。44部のシリーズのうち15部だけができあがった。この版は105枚のプレートからなり、もとの文章は全く含んでいなかった。100人足らずしかいなかった予約購読者に販売されており、このため他の初期の版よりもこの版のほうがさらに稀少である。

## 受容
後述するように、本書は稀少刊本が博物館等の展示品になっていたり、高額で取引されていることで知られる。また、後世の博物図鑑に多大な影響を与えており、博物学史上の意義も大きい。

### 日本
日本では、1854年の黒船来航の際、ペリーが徳川家定に本書を献上した。具体的には、随行学者のサミュエル・ウィリアムズの著書『ペリー日本遠征随行記』の中に献上品目録が記されており、そこには最新の機械や高級品とともに本書が載っている。

## 展示

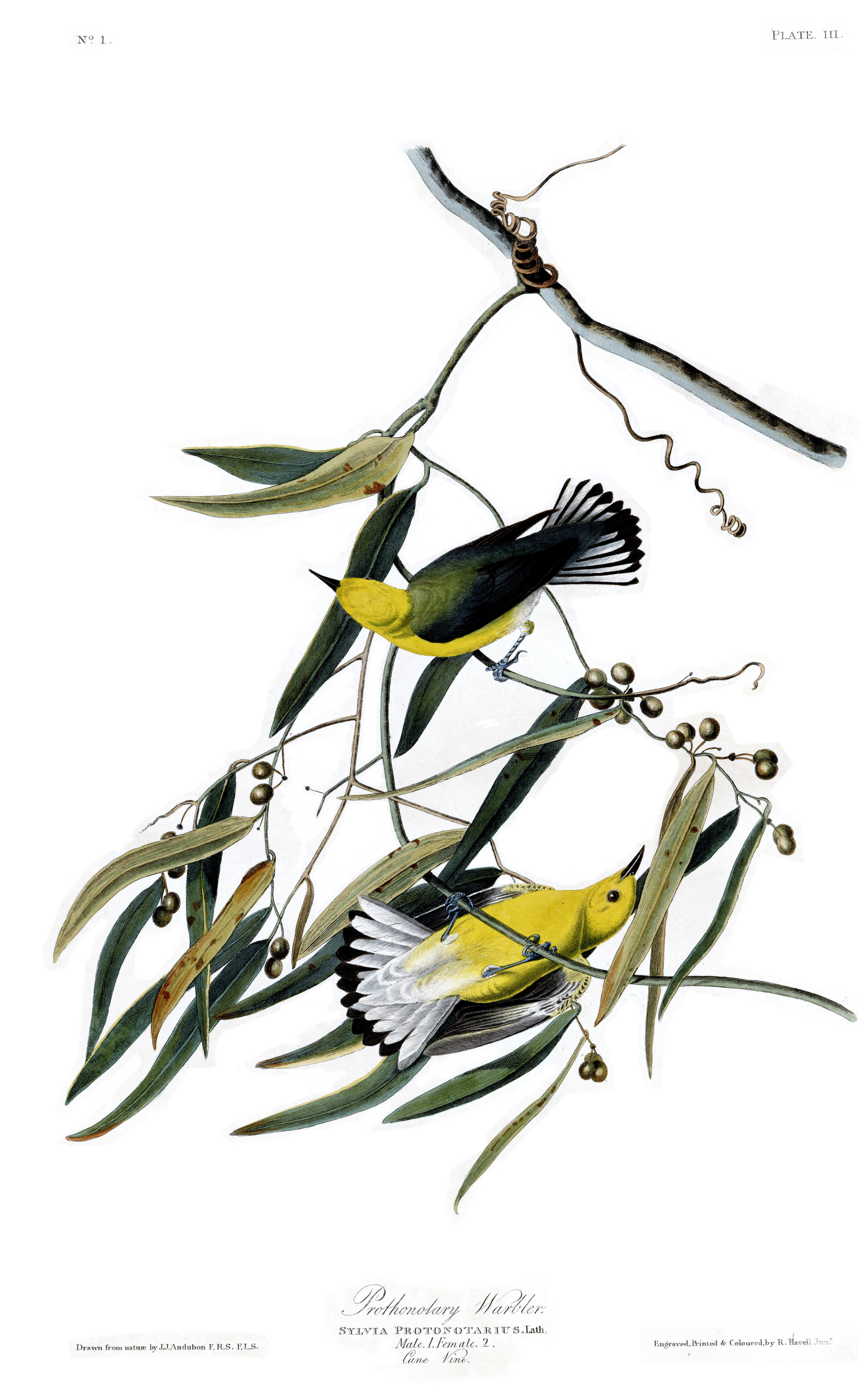
図版3、オウゴンアメリカムシクイ (Protonotaria citrea)

『アメリカの鳥類』の初版がコネティカット州トリニティ・カレッジのワトンキンソン図書館で常設展示されているが、これはロバート・ハヴェル自身が所有していたものであり、1834年にトリニティを卒業したガードン・ワズワース・ラッセルが1900年に母校に寄付した。
1992年からルイジアナ州立大学図書館は「オーデュボンの日」を主催しているが、これは大学が所蔵している『アメリカの鳥類』4巻分をすべて一般公開するイベントである。このセットはかつて最初の購読者のひとりだった第3代ノーサンバランド公爵ヒュー・パーシーのものであったが、1964年に大学が買い取った。
アナーバーにあるミシガン大学ハーラン・ハッチャー・グラデュエイト・ライブラリーのオーデュボン・ルームでは全8巻のダブル・エレファント・フォリオが一般公開されている。毎週1ページずつめくられることになっている。これはこのミシガン大が最初に買った本で、1839年に当時としては破格な金額970ドル(2015年の8万ドルに相当)で購入された。全巻425枚分のプレートは、ミシガン大学のウェブサイトでも見ることができる。
カリフォルニア科学アカデミー図書館は『アメリカの鳥類』をまるごと1セット所蔵しているが、一般公開はしていない。
ピッツバーグ大学は『アメリカの鳥類』を全て所蔵している。エザエリントン保存センターによる修復保存を経て、2003年に62枚のプレートを選んで他の資料とともに大学アートギャラリーで大きな展示を行った。このあと、ピッツバーグ大はヒルマン図書館の地階に展示ケースを作り、プレートを順番に一般公開し続けるようになった。各プレートはプレートの番号順に2週間ずつ展示される。2007年にピッツバーグ大は『アメリカの鳥類』の全プレートと『鳥類の生態』をデジタル化するプロジェクトに着手し、初めてウェブで全セットをまとめて一般に公開するということを行った。
ドレクセル大学自然科学アカデミーは『アメリカの鳥類』をはじめから講読しており、毎日15時15分にアカデミーのイーウェル・セイル・スチュアート図書館で「ページめくり」イベントを行っている。
2007年にオランダ、ハールレムのテイラーズ博物館でこの本が展示されることになった。テイラーズ博物館は最初の講読で頒布された版と、それをのせて見せるために売られたテーブルを所有している。本を小分けにし、フライリーフ用のテーブルのまわりにある特別な引き出しに入れるようになっている。このテーブルはテイラーズ博物館の紳士科学ソサエティで集まりをする際、中心に置かれていた。本の記録的な競売を記念するため、博物館は自館所蔵の刊本を2011年1月まで展示することに決めた。博物館はこの本を買うため結局2,200ギルダーを支払ったが、1827年から1838年頃にはこの額は一財産と言えるものであった。
オーデュボンとメイソンが『アメリカの鳥類』の準備のためにつくった水彩画のうち、現存することがわかっているものは全てニューヨーク市のニューヨーク歴史協会が所蔵している。テキサス州オレンジにあるスターク美術館はジョン・ジェームズ・オーデュボン自身の蔵書だった『アメリカの鳥類』を所蔵・展示している。
2010年、ノースカロライナ美術館はノースカロライナ州知事ウィリアム・アレクサンダー・グラハムが1846年に州のために購入した4巻セットの刊本を修復して5年間の展示を行った。
リヴァプール中央図書館はガラスケースに『アメリカの鳥類』を展示しており、毎週ページをめくっている。インターネット・キオスクの展示も行っており、 装置を用いて原本をいためずにクローズアップで内容を読むことができる。
ローレンス・スピールマン・ロックフェラーは初版を1部購入し、それぞれのプレートを1枚ずつ額装した。1969年、ロックフェラーはヴァーモント州ウッドストックにウッドストック・インを建てたが、その一般公開されているエリアにこの額装された絵がすべてかかっている。
スコットランド、ペイズリーにあるペイズリー博物館・美術館には『アメリカの鳥類』の4巻本エレファント・フォリオがある。
スコットランド、グラスゴーのグラスゴー王立内科・外科医カレッジは1巻を所蔵しており、インタラクティヴ展示とともに図書館で公開している。

## 近年の市場動向
2010年12月に『エコノミスト』誌がインフレーション補正つきで行った推定によると、これまで最も高額で取引された印刷刊本10冊のうち5冊は『アメリカの鳥類』であった。120部が残存しており、そのうち個人蔵は13部のみである。2000年3月にカタールのシャイフであるサウード・アル＝サーニーが『アメリカの鳥類』のフォックス=ビュート・コピーをクリスティーズのオークションにて8,802,500ドルで競り落としたが、これはオークションにおける書籍の最高記録価格となった。2005年12月に綴じられていないプロヴィデンス・アシーニアム・セットが再びニューヨークのクリスティーズで売り出され、約5,600,000ドルで競り落とされた。
2010年12月6日に初版の完全なコピーがロンドンのサザビーズで第2代ヘスケス男爵フレデリック・ファーマー＝ヘスケスのコレクションから放出された豪華本・写本・ドローイング販売オークションの際に売りに出され、7,321,250ポンド(約11,500,000ドル)で売れた。落札価格は印刷刊本のオークションとしては世界記録で、ロンドンで活動するアートディーラー、マイケル・トルマッチによるものであり、トルマッチはオークションの間で3人のライバルに競り勝った。オークションを行ったサザビーズが報告した来歴詳細によると、このコピーのもともとの持ち主はダラムのヘンリー・ウィザムであり、ウィザムはオーデュボンの『鳥類の生態』の購読者11番として登録されていた。セットの第1巻には1831年6月24日付のウィザムの妻の贈呈銘がある。ヘスケス卿は1951年7月3日のクリスティーズオークションで7,000ポンド払ってウィザムの子孫からこの本を買った。
2012年1月20日、マンハッタンのクリスティーズのオークションハウスで第4代ポートランド公爵ウィリアム・キャヴェンディッシュ＝スコット＝ベンティンクの相続人により、初版の完全なコピーが売りに出され、7,900,000ドルで売却された。買った人物は「電話入札したアメリカの蒐集家」とだけ特定されている。この販売の時点で『アメリカの鳥類』は120部が残存していることがわかり、そのうち107部は研究・展示・教育機関の所蔵、13部は個人蔵だった。
その後、1640年刊行の『ベイ詩編書』(Bay Psalm Book)が2013年のサザビーズオークションで14,000,000ドルで落札され、印刷刊本についた価格としてはこれが最高となった。手稿・写本類ではレオナルド・ダ・ヴィンチの手稿である「レスター手稿」(30,800,000ドル)など、さらに高額な本がある。

## テキスタイルへの影響

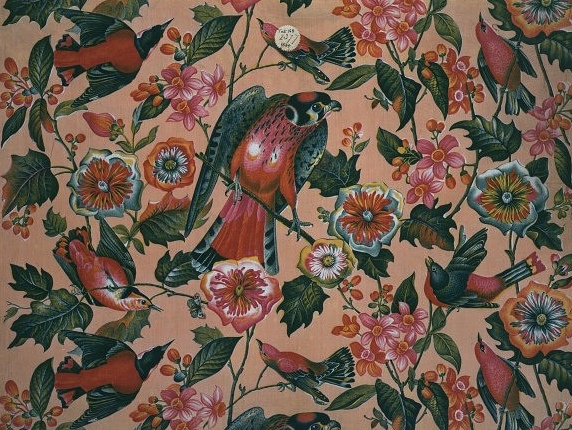
1830年代にランカシャーで作られた飾り布

1830年代に『アメリカの鳥類』が出版されたすぐ後、イギリスのランカシャーではこれに含まれるプレートをデザインの土台として使用し、ローラー捺染機を用いて鳥をプリントした家具の飾り布が作られた。

## 図版

アメリカワシミミズク (Bubo virginianus)
図版86、ハーランノスリ
ワシントンの鳥、おそらく珍しい種類のものか、誤認された若いハクトウワシ
ヒメコンドル (Cathartes aura)
カナダガン (Branta canadensis)
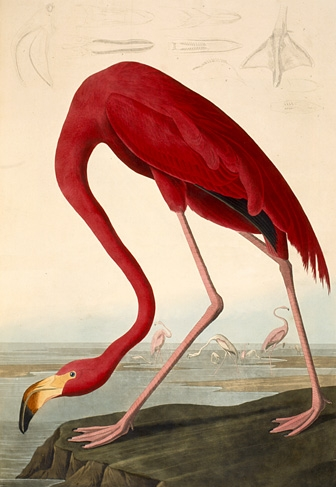
ベニイロフラミンゴ (Phoenicopterus ruber)
カンムリカラカラ (Caracara cheriway)
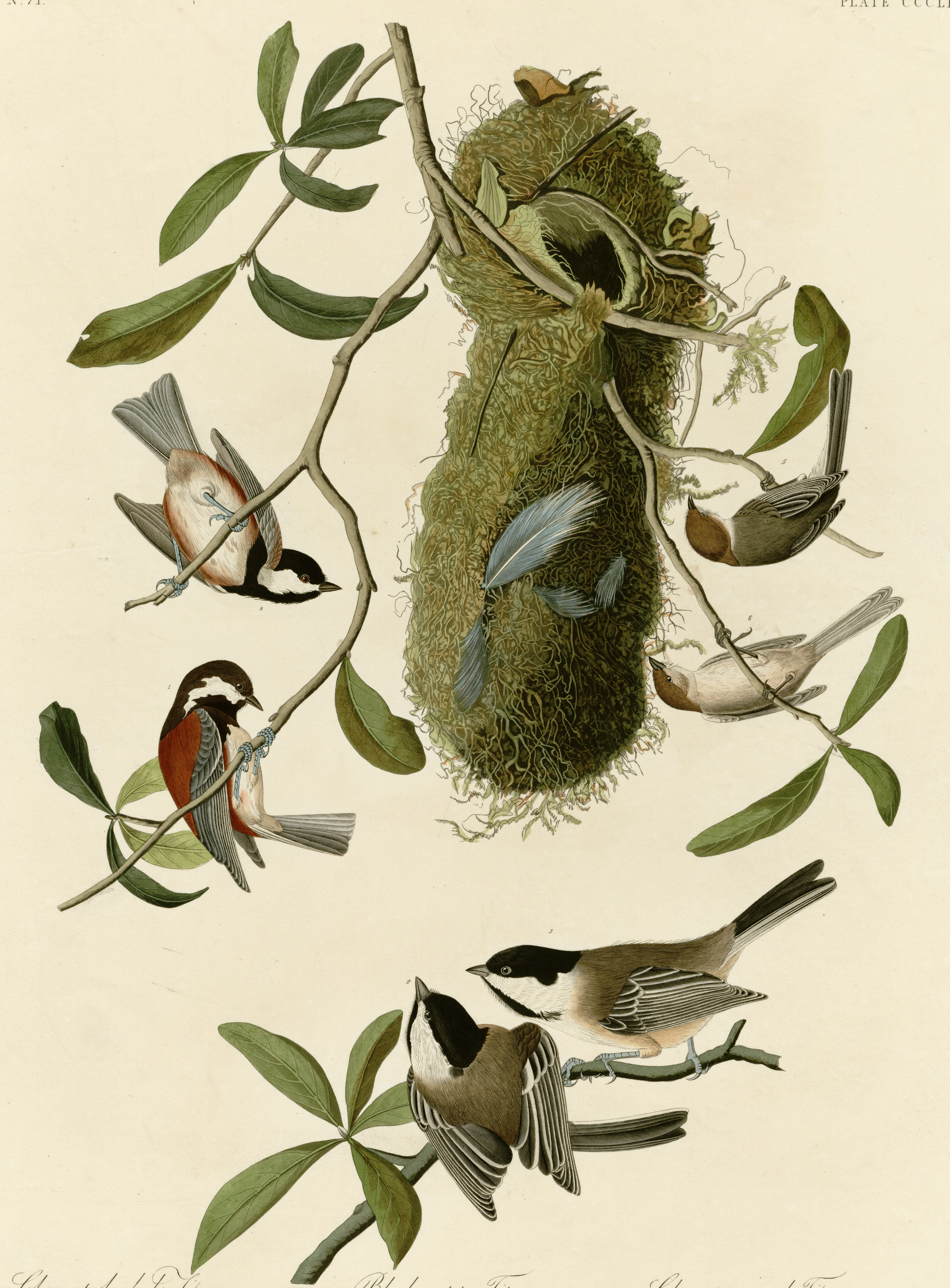
シジュウカラ科 (Paridae)三種。右上から時計回りにアメリカヤブガラ (Psaltriparus minimus)、アメリカコガラ (Parus atricapillus)、クロイロコガラ (Parus rufescens)
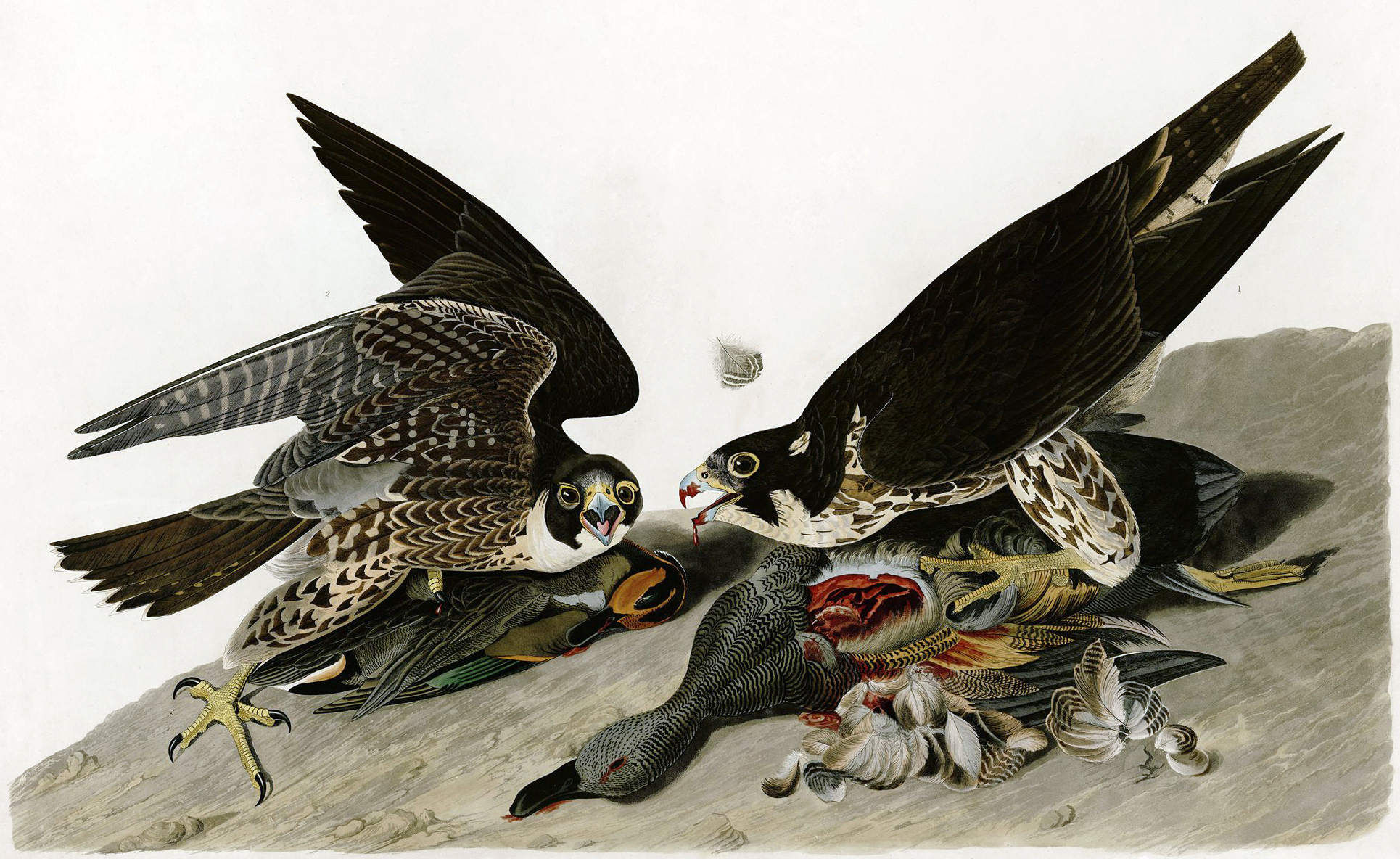
ハヤブサ (Falco peregrinus)
メンフクロウ (Tyto alba)
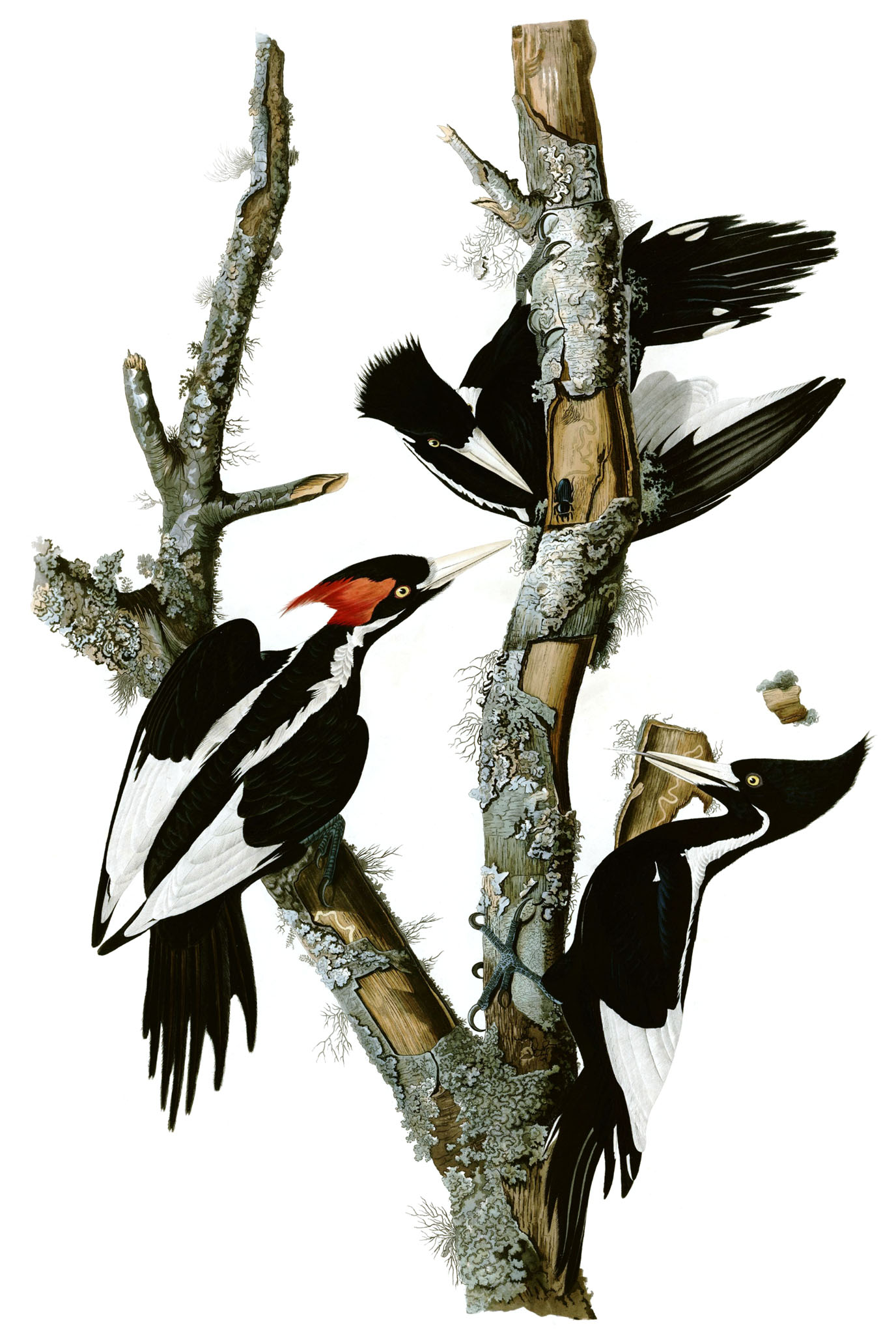
ハシジロキツツキ (Campephilus principalis)、おそらく絶滅
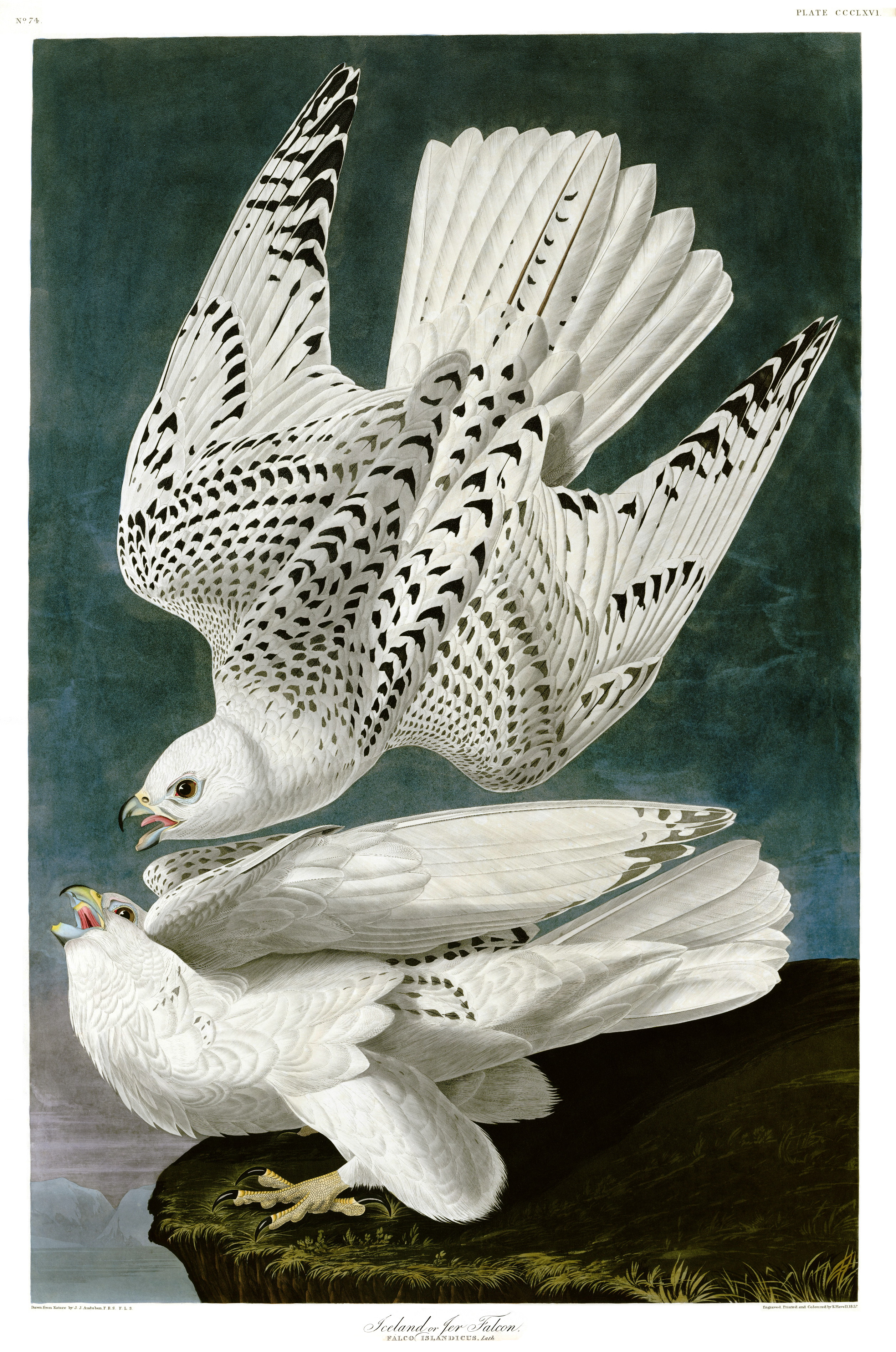
シロハヤブサ (Falco rusticolus)
ケアシノスリ (Buteo lagopus)
コリーカンムリサンジャク (Calocitta colliei)
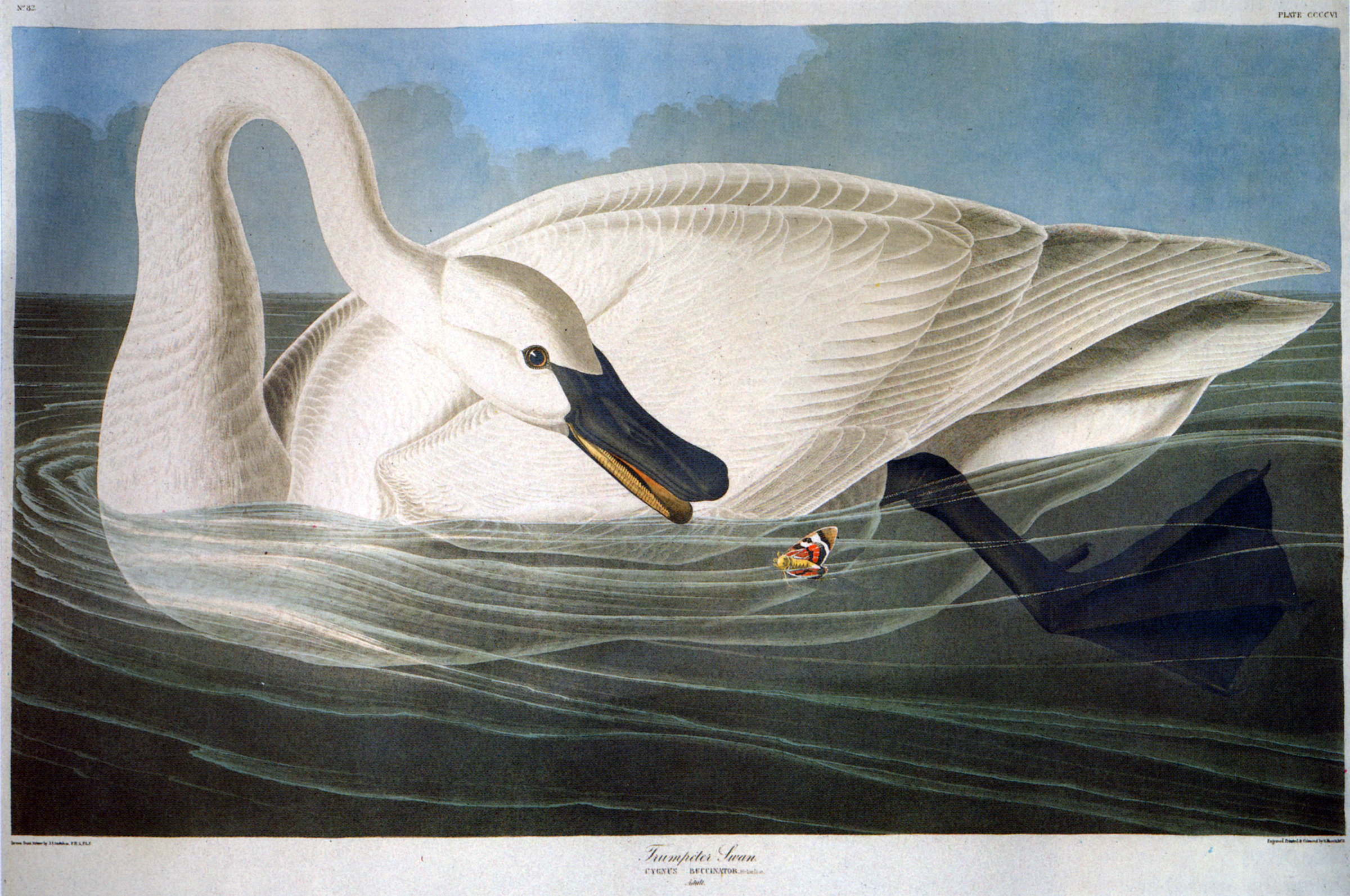
ナキハクチョウ (Cygnus buccinator)

さらなる図版はこちらでも見ることができる。